# 扎赫尼夫卡

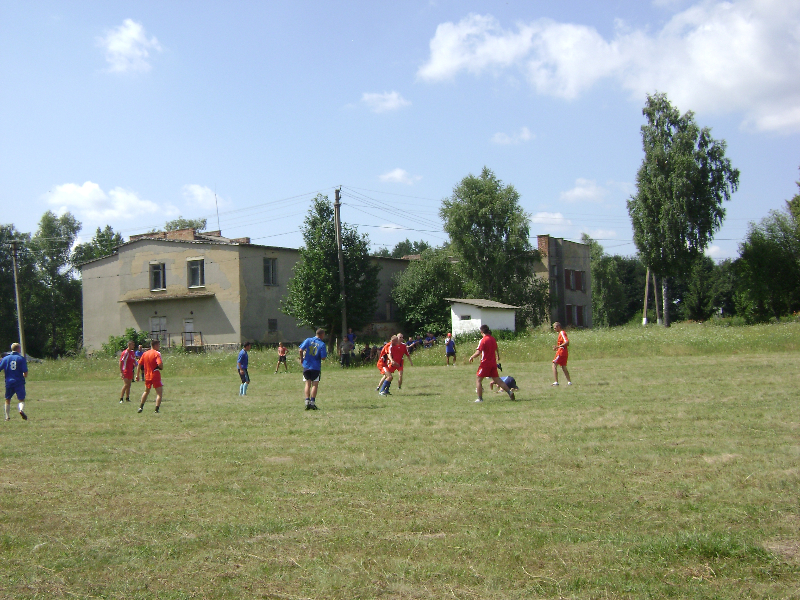

扎赫尼夫卡（烏克蘭語：Жахнівка），是烏克蘭的村落，位於該國西南部文尼察州，由文尼察區負責管轄，始建於1242年，面積1.53平方公里，海拔高度255米，2001年人口282，人口密度每平方公里184.31人。
48°56′8″N 28°34′29″E / 48.93556°N 28.57472°E